# Lucianno Maza
Lucianno Maza (Rio de Janeiro, 14 de janeiro de ) é um dramaturgo, diretor e ator brasileiro].
Iniciou sua carreira como ator e vem se dedicando nos últimos anos à escrita e direção, sendo um dos promissores nomes da nova dramaturgia brasileira.[carece de fontes?]
Fundou em 2003 o grupo Projeto Grande Elenco no Rio de Janeiro, cujo foco é na dramaturgia contemporânea e a busca por novas possibilidades de encenação e produção da mesma.
Em espetáculos, leituras e performances dirigiu atores como Arlete Salles, Denise Del Vecchio, Débora Olivieri, Clóvis Tôrres, Simone Spoladore, João Vitti, Renata Jesion, Erom Cordeiro, Rosaly Papadopol, Eloy Nunes, Cristina Flores, Paulo Giardini, Maíra Dvorek, Fabiano Medeiros, Tatjana Vereza, Felipe Kannenberg, Sílvia Lourenço, Marcelo Albuquerque, Alexia Dechamps, Cristina Froment, Luah Galvão, Pedro Garcia Netto, Stela Celano, Alexandre Barros, André Fusko, Simone Mazzer e Luciana Borghi, dentre muitos outros.[carece de fontes?]
Seus trabalhos já foram apresentados em cidades do Rio de Janeiro, São Paulo e Ceará, participando da programação de teatros como Centro de Estudos Artístico Experimental/SESC Tijuca, Centro de Referência da Dramaturgia Contemporânea/Teatro Ziembinski, Espaço Cultural Sérgio Porto, Teatro do Jockey, Teatro Café Pequeno, Circo Voador, Teatro FASE/SESC Petrópolis, Centro Cultural São Paulo, Teatrix, Espaço dos Satyros, MASP, Centro Cultural Banco do Nordeste, SESC Crato e outros.[carece de fontes?]
Atualmente vive na cidade de São Paulo.

## Biografia
Iniciou sua carreira no Rio de Janeiro como ator, tendo estudado em cursos, oficinas e workshops com profissionais como Ana Kfouri, Moacir Chaves, Bosco Brasil, Fernando Kinas, Hélio Eichbauer e Esther Weitzman.
Os últimos espetáculos em que atuou foram Boi da Cara Preta (direção de Lucianno Maza), Cartas Para Não Mandar (direção de Renato Carrera e Ronaldo Serruya), Breves Momentos-Etéreas Sensações (direção de Ana Paula Bouzas), Pactos de Amor e Morte (direção de Ronaldo Serruya) e Rádio Esculacho Teen (direção de Creso Duarte e Lúcio Mauro Filho).
No ano de 2003 criou o grupo de pesquisa cênica Projeto Grande Elenco, possibilitando a montagem de seus textos.
A partir de então se dedicou a escrever e dirigir espetáculos como Boi da Cara Preta - em co-autoria com Melissa Coelho, responsável pelo texto original - (Casa da Matriz, 2004), TRÊS T3MPOS (Centro de Estudos Artístico Experimental no SESC Tijuca, 2005) e Restos com co-direção de Tatjana Vereza (Centro de Referência da Dramaturgia Contemporânea no Teatro Ziembinski, 2006).
Concebeu e dirigiu os happenings quaseTUDO com textos de vários autores contemporâneos (Teatro do Jockey, 2006)  e Feliz Aniversário Beckett! em homenagem aos cem anos de nascimento do dramaturgo Samuel Beckett (Armazém Digital no Rio Design Center, 2006).
Em 2006 foi convidado pelo SESC Ceará a apresentar parte do repertório do Projeto Grande Elenco na VIII Mostra SESC Cariri de Cultura, levando os espetáculos TRÊS T3MPOS e Boi da Cara Preta e ministrando a oficina Dramaturgia e Encenação Contemporânea para atores e estudantes locais. Retornou à mostra em 2007 para orientar nova oficina: Pequeno Ateliê de Dramaturgia.
Com a trilogia meta-teatral Modo de Preparo pesquisa a linguagem documental, e em 2007 realizou apresentações da primeira parte deste projeto: a performance Modo de Preparo (Passo 1) na mostra Novíssimas Pesquisas Cênicas (Centro de Estudos Artístico Experimental/SESC Tijuca), no Teatro do Jockey, na MOLA-Mostra Livre das Artes (Circo Voador) e no Aquecimento Cultural do SESC Petrópolis (Teatro FASE).
Em 2007, após se mudar para São Paulo, foi convidado pelo grupo Os Satyros para participar do projeto DramaMix nas Satyrianas e escreveu a então peça curta A Memória dos Meninos que ganhou direção de Fernando Neves da Cia. Os Fofos Encenam. No mesmo evento dirigiu o texto A História Dela de Gabriela Mellão.
Ainda em São Paulo, em 2008 dirigiu a versão final do texto A Memória dos Meninos (Espaço Cênico Teatrix e Centro Cultural São Paulo), considerado um dos melhores espetáculos em cartaz pela edição de Fevereiro da revista Bravo! , além de ter recebido ótima crítica de Maria Lúcia Candeias para o site Aplauso Brasil do portal IG
Também em 2008 estreou também a montagem oficial de A História Dela de Gabriela Mellão (Espaço dos Satyros Dois).
Para o Rio de Janeiro escreveu o texto Cine Ilusão, musical dirigido por Menelick de Carvalho (Teatro Café Pequeno, 2008).
Em Janeiro de 2005 iniciou o DRAMA TEMPO - Ciclo de Leituras Dramaturgia Contemporânea no Rio de Janeiro (Memorial Getúlio Vargas / Instituto Cultural Arteclara / Teatro do Jockey / Espaço Cultural Sérgio Porto) que idealizou e dirigiu até Dezembro de 2006. Responsável pela realização de mais de 60 leituras dramatizadas de peças da dramaturgia contemporânea brasileira, e edições especiais com textos internacionais, o projeto recebeu cerca de 250 artistas convidados entre autores, diretores, atores e debatedores. Dentro do DRAMA TEMPO realizou ainda as séries especiais: Sarah Kane Serial (Instituto Cultural Arteclara, 2005) com a obra completa da dramaturga Sarah Kane lida pelos grupos convidados Os Fodidos Privilegiados, Tropel, Theatro Pi, Teatro de Extremos, além do Projeto Grande Elenco com o qual apresentou 4.48 Psicose, e a mostra Beckett 100 (Espaço SESC, 2006) primeiro projeto no centenário do autor Samuel Beckett no Rio de Janeiro, no qual dirigiu a leitura cênica de Esperando Godot.
Recentemente tem participado de outros projetos de dramaturgia contemporânea em São Paulo como o Letras Em Cena (MASP, 2007 e 2008) dirigindo  leituras dramatizadas de suas peças No Meio do Caminho, Chá Frio (parte de Restos) e TRÊS T3MPOS, e do texto Calamidade de Manoela Sawitizki, e o projeto Cia. Livre Conta Novos Dramaturgos na Pirineus (sede da Cia. Livre, 2007) onde apresentou a leitura de Restos, e no Rio de Janeiro como o Ciclo de Leituras da Casa da Gávea (Casa da Gávea, 2007 e 2008) onde apresentou leituras de No Meio do Caminho e Carne Viva.
Atualmente está envolvido com seu novo texto A Peça Daquele Dramaturgo Apaixonado Pela Atriz em que também atua sob a direção de atores de Lúcia Segall, a primeira versão (curta) do texto foi apresentada em São Paulo no DramaMix das Satyrianas 2008, onde também dirigiu Parasita de Gabriela Mellão.

## Obra
Peças de sua autoria:
- A Peça Daquele Dramaturgo Apaixonado Pela Atriz
- A Última Janela
- Neve
- Cine Ilusão
- Até O Sol Nascer
- A Memória dos Meninos
- Restos
- No Meio do Caminho
- Através de Ti Vejo a Mim
- TRÊS T3MPOS
- Carne Viva
- Boi da Cara Preta (co-autoria: Melissa Coelho)
- O Último Ato
- ?sicose